# Hrozen

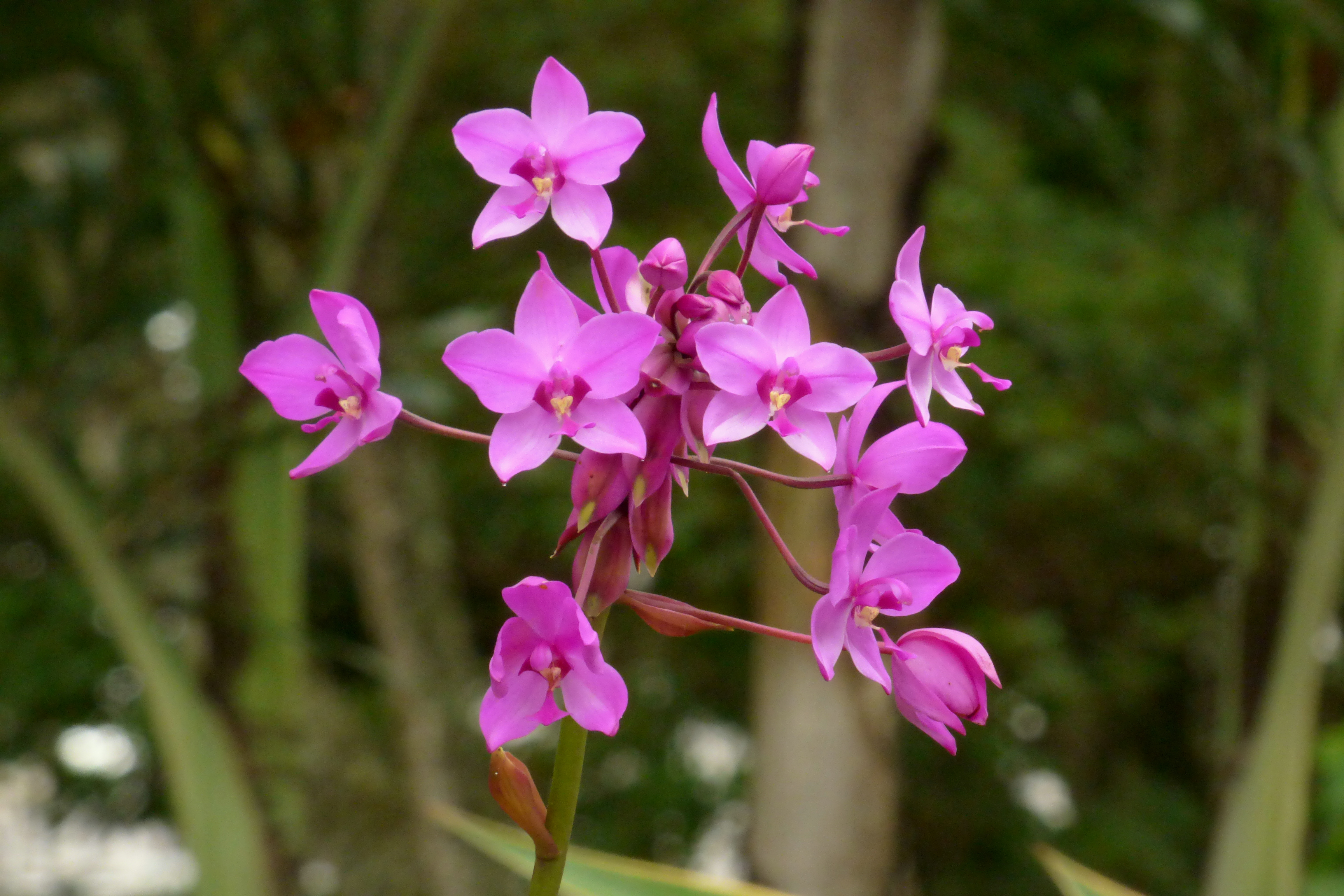
Květenství orchideje Spathoglottis plicata je typický hrozen.

Hrozen (racemus) je typ nevětveného jednoduchého květenství, které nese na hlavní ose (vřetenu, rhachis) krátce stopkaté květy. Často květy rostou z úžlabí listenů. Nejstarší květy v rámci jednoho květenství leží vždy uvnitř (na bázi) celého útvaru, nové vznikají výše s tím, jak stonek roste, vrcholový květ však často zakrňuje. Hroznovité květenství se může odrážet i v názvu rostlin: příkladem je ploštičník hroznatý (Cimicifuga racemosa) a koneckonců i hrozny pro plody révy vinné, jejíž plodenství se nesprávně označují jako hrozny – ve skutečnosti je to ale lata – jiný typ hroznovitého květenství.
Velmi často se do hroznu mohou seskupovat i celá květenství (vzniká tak složené květenství), jako je tomu například u některých šáchorovitých, které mají mnohdy hrozen klásků.